# Jacques Conq
Pour les articles homonymes, voir Conq.
Jacques Conq est un militaire et scientifique français né le 17 septembre 1941 et décédé le 9 mars 1999. Officier d'Artillerie, il a été un responsable important du programme de recherche nucléaire militaire français dans les années 1980 co-dirigé par le Ministère de la Défense et le Commissariat à l'énergie atomique (CEA) avant de commander le 53e régiment d'artillerie et le Centre d’Études Tactiques et d’Expérimentation de l’Artillerie (CETEA) de Draguignan jusqu'en 1991. Le Général Conq a finalement été affecté au commandement de la Force d'Action terrestre de l'Armée de terre.
Jacques Conq était général de division de l'Armée de terre.

## Biographie

### Études
Issu d'un milieu très modeste, Jacques Conq est diplômé de l'École spéciale militaire de Saint-Cyr (ESM 1963) et du Centre des hautes études de l'Armement (CHEAr) de la Direction Générale de l'Armement (DGA), après avoir été élève en classes préparatoires au Prytanée national militaire de La Flèche de 1959 à 1961. Le Général Conq était breveté de l'Enseignement militaire supérieur, option physique nucléaire et a notamment suivi la formation doctorale du Commissariat à l'énergie atomique (CEA). Cette dernière formation lui a permis de travailler aux États-Unis en 1978 sous le commandement du Directeur des programmes nucléaires américain (Assistant Secretary of Defense for Nuclear, Chemical & Biological Defense Programs) afin de renforcer la coopération franco-américaine en la matière. Jacques Conq a également été auditeur de la session nationale "Armement et relations internationales" de l'IHEDN.

### Programme de recherche nucléaire militaire et coopération franco-américaine
La visite de Georges Pompidou à Washington en février 1970, marque le redémarrage des relations franco-américaines. Pompidou avoue la faiblesse stratégique de la France et la possibilité que les missiles nucléaires français ne soient pas capables d'atteindre leurs cibles. Si Pompidou ne demande pas directement d'aide américaine, il fait remarquer que le « comité franco-américain pour les échanges technologiques » est au point mort. Nixon reconnaît que la « question nucléaire » pourrait faire le sujet de discussions sur la coopération. À la suite, le secrétaire de la Défense Melvin Laird suggère de fournir à la France des informations sur l'amélioration de la sûreté des missiles et sur les matériaux pour la phase de rentrée atmosphérique. Il reste plus modéré sur le transfert de la technologie de navigation astronomique.

Missiles M45 et M51 dans des coques de SNLE (type Redoutable, à gauche) et de SNLE-NG (type Triomphant, au milieu), Trident II américain à droite

En juin 1970, l'Assistant Secretary of Defense for Research and Engineering John S. Foster, Jr. effectue un voyage à Paris pour y rencontrer le délégué général pour l'armement au ministère des Armées Jean Blancard. Une liste des demandes françaises est soumise. Elle porte sur le développement de missiles terrestres et sous-marins, tel que les techniques de fabrication, la fiabilité des moteurs à propergol solide ou les matériaux résistants aux effets atomiques pour les véhicules de rentrée atmosphérique. Foster fait clairement savoir qu'il n'y aura pas d'aide sur la technologie de navigation astronomique, mais possiblement sur le guidage inertiel des missiles sous-marins.
Cette nouvelle coopération franco-américaine marque alors une nouvelle étape dans les programmes de recherche nucléaire français et le président français décide d'envoyer une équipe dans le sud des Etats-Unis pour comprendre le fonctionnement de la technologie mise en œuvre par les américains depuis trois ans déjà. Le Commandant Conq fait alors partie des officiers d'artillerie choisis pour observer les procédures américaines, après avoir reçu pendant deux ans la formation doctorale du CEA en physique nucléaire, à la prestigieuse DAM (Direction des applications militaires). Les résultats obtenus par cette équipe d'observation sont très importants pour l'avancée des travaux français et permettent finalement de parfaire le guidage inertiel des missiles balistiques tirés depuis les sous-marins nucléaires français.
Le colonel Conq sera ensuite nommé Directeur général de la Formation de l’École d’Application de l’Artillerie de Draguignan en 1989 puis Directeur du Centre d’Études Tactiques et d’Expérimentation de l’Artillerie (CETEA) en 1991 et enfin Commandant-adjoint l’École d’Application de l’Artillerie pour mettre l'expérience acquise aux États-Unis au profit des élèves artilleurs de l'Armée de terre.

### Accueil du Rolland II et relations franco-allemandes

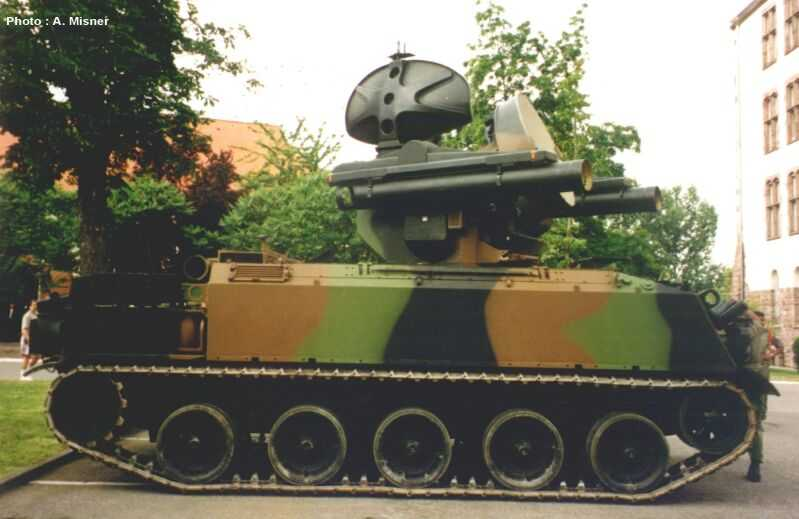
Un AMX-30 Roland de l’Armée de terre française en version antiaérienne.

Le Colonel Conq a ensuite pris le commandement du 53e régiment d'artillerie à Vieux-Brisach en Allemagne de 1986 à 1988. Le régiment est alors équipé d'une nouvelle version du système de missiles AMX-30R (Roland) système de lancement sol-air, dont le développement a commencé en 1974. Cinq véhicules de pré-série ont été livrés en 1977 et ensuite évalués, ce qui déclenche l'achat de 183 véhicules la même année. Le Roland comprend une superstructure rectangulaire, plus grande que celle de l'AMX-30D et du Pluton, qui abrite le système de radar et soutient deux tubes de lancement de chaque côté, avec un système de chargement automatique à partir d'une réserve de huit missiles à l'intérieur de la superstructure. Le radar du Roland dispose d'une gamme de détection de 16 km.
Le système antiaérien à courte portée Roland est monté sur châssis blindé (AMX-30 pour la France, Marder pour l’Allemagne) ou sur cabine aérotransportable à roues (Carol). C'est l'un des rares missiles étrangers achetés par l'armée américaine. Il est mis en ligne de 1977 à 2008 dans l’Armée de terre française, le premier système d'armes Roland sur AMX-30 arrive en juin 1977 au 54e régiment d'artillerie de Verdun. 2 927 missiles Roland ont été retirés du service ; ils faisaient en 2008 partie des déchets militaires en attente de démantèlement et élimination avec recyclage éventuel.
La période de commandement du colonel Conq à Vieux-Brisach a enfin été l'occasion de relations très cordiales avec ses homologues allemands, période qui a vu se profiler le début de la réflexion sur la construction d'une Brigade franco-allemande, symbolisant une réconciliation toujours meilleure entre les deux pays de l'après-guerre.

### Commandement de la doctrine de l'Armée de terre et professionnalisation de l'armée
Jacques Conq est promu Général de brigade en 1994, affecté au commandement de la Première Armée, surnommée l'Armée du Rhin et occupe alors les fonctions de Général-adjoint au Général de corps d'armée gouverneur militaire de Metz, commandant la doctrine et l'entrainement. Il emménage à Metz dans la magnifique Abbaye de Saint-Arnould, ancien palais épiscopal de Metz, et commence à travailler à la professionnalisation de la Première armée.

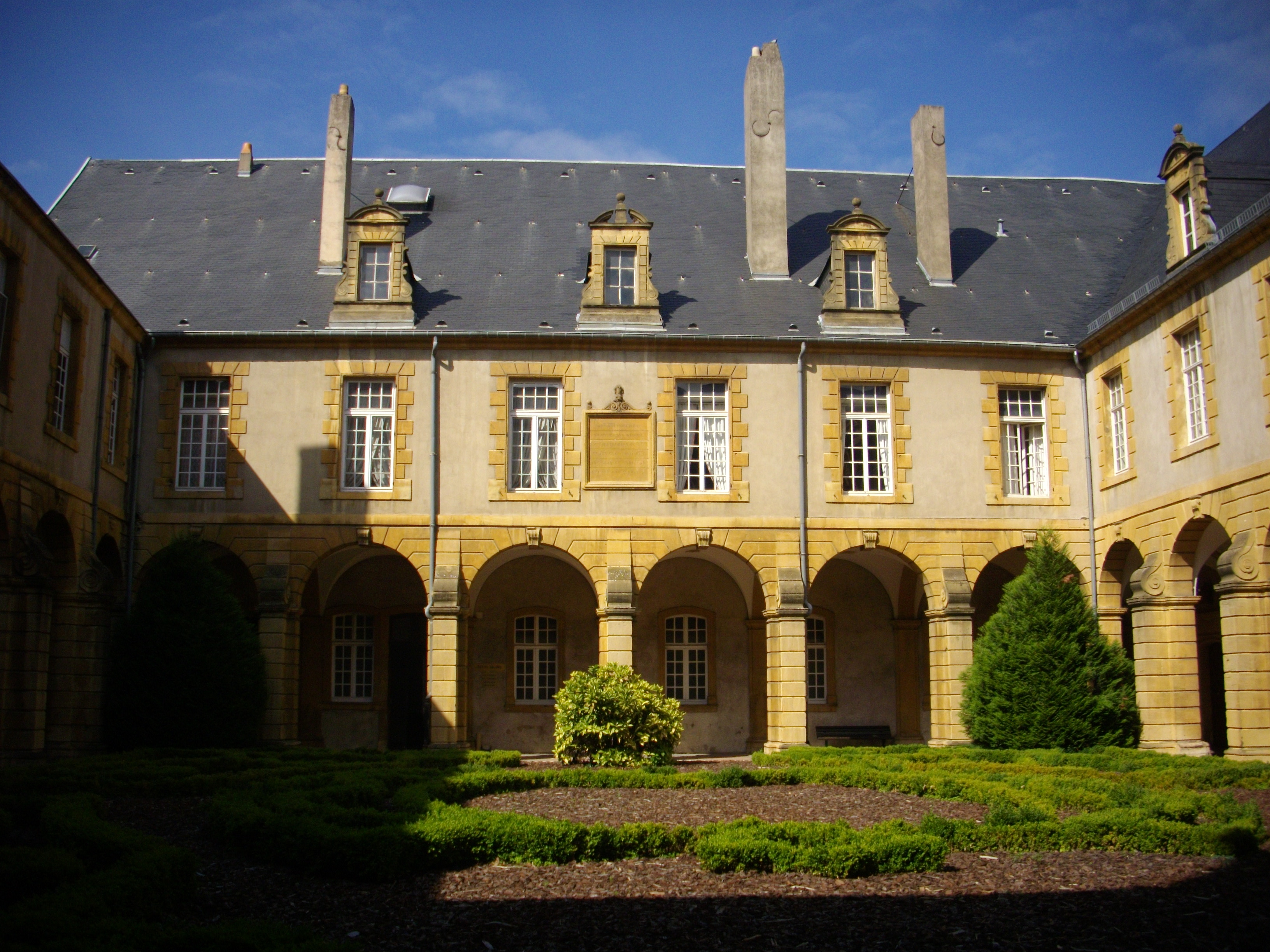
Ancien palais épiscopal de Metz.

Les bouleversements géopolitiques consécutifs à la disparition du bloc de l'est remettent en cause la politique française de défense dès le début des années 1990. Ainsi dans le cadre de la préparation des élections législatives du printemps 1993, le RPR propose en décembre 1992 une liste de réformes pour la législature à venir. Parmi celles-ci, la diminution progressive du format des armées par la réforme du service national. Le même document indique que le pays « a besoin de se doter d'une véritable armée professionnelle et doit, dès lors, renoncer au principe de la conscription ».
Le 22 février 1996, le président de la République française, Jacques Chirac, annonce « sa décision » de professionnaliser les armées. Il laisse sous-entendre que la seule solution est de supprimer définitivement la conscription obligatoire, et de la remplacer par un volontariat. Il lance toutefois un « grand débat national ». Le Premier ministre, Alain Juppé, et le ministre de la Défense, Charles Millon, sont chargés du dossier. Le 23 mai 1996, la mission d'information de l'Assemblée nationale rend son rapport d'information, « la France et son service », dit « rapport Séguin ». Ce rapport consacre près de 40 pages (sur 170) à souligner les carences de la démarche du gouvernement, ainsi que l'absence de débat approfondi sur le service national et l'absence de consultation suffisante du Parlement. En outre, il formule « les réserves les plus formelles tant sur la durée que sur les modalités de la période de transition de six années ». La loi de programmation militaire (no 96-589) est adoptée le 20 juin, après déclaration d'urgence, et publiée au Journal officiel le 2 juillet 1996. Elle fixe à six années la durée de la transition entre armée de conscription et armée professionnelle, ainsi que le budget alloué à cette transition.
Le général Conq travaille ensuite à la doctrine dite de « Professionnalisation de l'armée ». Il s'agit de ne former plus qu'un armée de métier, cette professionnalisation s'accompagnant d'une réduction de format : les chiffres annoncés par Jacques Chirac en 1996 font alors passer l'Armée de terre de 500 000 à 350 000 hommes et de 124 à 85 régiments.
En 1997, le général Conq est promu Général de Division avec maintien dans ses fonctions.

### Commandement de la Force d'action terrestre
Le général Conq est affecté en 1998 au commandement de la Force d'action terrestre. Implanté à Lille, l’état-major du Commandement des forces terrestres (CFT) comprenait 365 personnes, militaires et civils des armées et était le commandement direct de 77 régiments, 11 écoles et 10 centres spécialisés, soit plus de 77 000 soldats de l’Armée de terre au terme de la remontée en puissance de la Force Opérationnelle Terrestre.

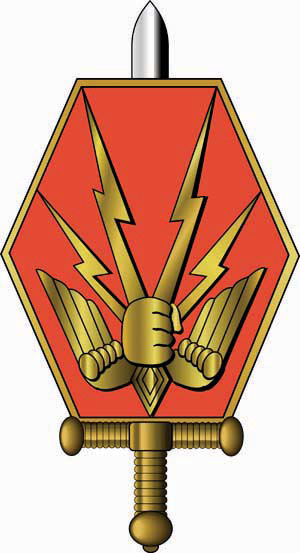
Force d'Action Terrestre

Ce commandement a toujours un rôle central dans l'armée française. C'est est un organisme déconcentré de l’état-major de l’Armée de terre. Véritable tour de contrôle des forces terrestres, le CFT est responsable de la mise en œuvre du contrat opérationnel de l’Armée de terre. Sa finalité est de permettre au chef d'état-major de l'Armée de terre (CEMAT) d'engager, au bon moment et dans la durée, des unités organisées, équipées et prêtes pour la mission qui les attend. Ce commandement est la clé de voûte de la refondation de l'Armée de terre à partir de 1998 : "prenant acte de la nouvelle donne stratégique, la France décide de modifier profondément son outil de défense" sont les mots du Président de la République, Jacques Chirac.
Le  général Conq meurt en 1999 des suites d'un accident de la circulation à l'âge de 58 ans.
Jacques Conq était marié et père de trois enfants.

## Décorations
- Officier de l'ordre national de la Légion d'honneur (1986,1996)[26]
- Officier de l'ordre national du Mérite (1979,1993)[27]